# London Peace Society
La London Peace Society ou International Peace Society, connue à l'origine sous le nom de Society for the Promotion of Permanent and Universal Peace, était une société fondée le 14 juin 1816 pour la promotion de la paix permanente et universelle. Elle plaidait pour un désarmement gradué, proportionné et simultané de toutes les nations ainsi que pour le principe de l'arbitrage. La société s'est implantée dans de nombreuses villes anglo-saxonnes comme à Doncaster et à Leeds.
Elle édite des revues comme The Herald of peace, The Olive Leaf ou encore Peace and Goodwill.

## Présidents
- Joseph Pease (en) - quaker et homme politique ; Président entre 1860 et 1872[3]

## Secrétaires
- Evan Rees (?-1821)
- Nun Morgan Harry Secrétaire ?-1842
- John Jefferson - pasteur congrégationniste ; Secrétaire de 1842 à 1848
- Henry Richard - pasteur congrégationniste et homme politique ; Secrétaire de 1848 à 1885
- W. Evans Darby - Secrétaire de 1885 à 1915
- Herbert Dunnico - Secrétaire de 1915-?

## Membres

### Membres fondateurs
- William Allen- quaker philanthrope
- Rev.Thomas Harper

### Membres non-fondateurs
- John Bowring, éditeur de Bentham, gouverneur de Hong Kong
- John Bright, quaker, homme politique
- Richard Cobden, MP
- Hugh Stowell Brown, chef de la branche de Liverpool
- Robert Charleton (en), quaker, fabricant d'épingles et envoyé de la paix
- Charles Gilpin, journaliste quaker puis MP
- Joseph Sturge (en), quaker abolitionniste ; fonde la Birmingham Auxiliary
- Priscilla Hannah Peckover, quaker pacifiste